# 북극도둑갈매기
북극도둑갈매기는 도요목 도둑갈매기과의 새이다.

## 생김새
담색형과 암색형으로 나뉜다. 담색형은 몸윗면이 흑갈색이다. 머리 위쪽은 검은색이고 머리 아래쪽은 흰색 또는 연한 노란색이다. 가슴에 연한 흑갈색 띠가 있는 경우가 많다. 중앙 꼬리깃이 길고 뾰족하다. 몸 바깥의 첫째날개깃 깃축이 흰색이다. 비행할 때 날개아랫면에 작은 흰색 무늬가 선명하게 보인다.
어린새는 중간형과 암색형으로 나뉜다. 중간형은 머리가 황갈색이고 흐린 흑갈색 줄무늬가 있다. 흑갈색 줄무늬가 몸아랫면까지 이어져 있다. 중앙 꼬리깃이 짧다. 암색형은 넓적꼬리도둑갈매기와 비슷하지만 부리가 가늘고 짧다. 또한 아래꼬리덮깃에 줄무늬가 거의 안 보인다.

## 생태
유라시아와 북미의 북부에서 번식하고 비번식기에는 남쪽으로 이동한다. 한국에서는 희귀한 나그네새이다. 

먼 바다에서 생활하고 다른 도둑갈매기와 달리 스스로 먹이를 잡는 경우가 많다.